# Safari (singolo Jovanotti)
Safari è un singolo del cantautore italiano Jovanotti, pubblicato il 4 luglio 2008 come terzo estratto dall'album omonimo.

## Descrizione
Il brano figura la partecipazione di Giuliano Sangiorgi, frontman dei Negramaro. I due artisti avevano precedentemente collaborato nel brano Cade la pioggia contenuto nell'album La finestra dei Negramaro ed estratto come terzo singolo.

## Video musicale
Il videoclip, girato a Rio de Janeiro in Brasile, è diretto dal regista Ambrogio Lo Giudice, che aveva lavorato con Jovanotti già in L'ombelico del mondo e Falla girare. Il video mostra Jovanotti aggirarsi di notte per le strade della metropoli brasiliana con addosso un trucco tribale fosforescente, ed una giacca dotata di illuminazione sulle braccia. Alle immagini dell'artista toscano si alternano freneticamente sequenze che riprendono la vita cittadina ed il suo degrado. Nella parte finale compare anche Giuliano Sangiorgi, che a differenza di Jovanotti però si esibisce in un ambiente chiuso. Alla fine del video, Jovanotti è sulla spiaggia a guardare l'alba, mentre inforca un paio di occhiali da sole.

## Formazione
- Jovanotti – voce
- Giuliano Sangiorgi – voce
- Saturnino – basso
- Riccardo Onori – chitarra
- Franco Santarnecchi – clavinet
- Alessandro Cortini – sintetizzatore modulare
- Michele Canova Iorfida – sintetizzatore
- Lenny Castro – percussioni
- Mylious Johnson – batteria
- Marco Tamburini – tromba
- Roberto Rossi – trombone
- Piero Odorici – sassofono

## Tracce
1. Safari (Album Version) – 4:24
2. Safari (Andro.i.d. Remix) – 5:31
3. Safari (Andro.i.d. Dub Remix) – 7:50
4. Safari (RTK Klub Mix) – 5:55
5. Safari (RTK Radio Edit) – 3:50
6. Safari (Tommy Vee Vs Roy Malone Mix) – 7:01
7. Safari (Roy Malone King Mix) – 4:42
8. Safari (Keller Pleasure Mix) – 5:48
9. Safari (Mark & Shark Remix Radio Edit) – 4:34
10. Safari (Mark & Shark Remix Extended) – 7:21
11. Safari (HOW! Remix) – 4:08

## Classifiche
| Classifica (2008) | Posizione massima |
| ----------------- | ----------------- |
| Italia            | 16                |